# Uriah Rennie
Uriah Rennie (* 23. Oktober 1959 in Jamaika; † 7. Juni 2025 in Sheffield) war ein im englischen Profifußball aktiver Schiedsrichter.

## Leben
Rennie wuchs im Sheffielder Ortsteil Wybourn auf. 1996 wurde der Hobbykickboxer auch als Friedensrichter aktiv.
Im Jahr 2024 war er aufgrund einer Erkrankung, die zu einer Lähmung ab der Hüfte abwärts führte, fünf Monate lang im Krankenhaus.
Im Juni 2025 verstarb Uriah Rennie im Alter von 65 Jahren in Sheffield.

## Karriere
Als Schiedsrichter erstmals aktiv wurde Rennie 1979. Seine Beförderung in die höchste englische Spielklasse Premier League erfolgte 1997. Damit wurde er der erste schwarze Schiedsrichter in der Ligageschichte. Am 11. Mai 2008 leitete er seine letzte Partie im englischen Oberhaus. Mindestens bis März 2023 war Rennie die einzige Person mit schwarzem, asiatischem oder gemischtem Hintergrund, die in England ein Spiel der höchsten Spielklasse gepfiffen hat.
Laut Angaben in der Online-Datenbank Weltfussball.de leitete er eine Partie in der Qualifikation zur UEFA Champions League 2000/01, drei Partien in der Europa League und vier im UI-Cup.